# GEFO Gesellschaft für Oeltransporte
Die GEFO Gesellschaft für Oeltransporte mbH (GEFO) ist eine See- und Binnentankreederei sowie ein Handelsunternehmen mit Unternehmenssitz in Hamburg.

## Geschichte
Die GEFO wurde 1961 gegründet von Theodor Weisser als Hausreederei für den Ölhandelskonzern Marquard & Bahls. Die Gesellschaft setzte in ihrem ersten Betriebs-Jahrzehnt 10 Tanker des Typs Gustav Koenigs (gebaut in der DDR) mit je bis zu 1.200 Tonnen Tragfähigkeit in der Fahrt mit Mineralölprodukten – Heizöl und Benzin – auf dem Rhein ein.
Die Flotte der GEFO umfasst heute 160 Spezialtanker in der Größenordnung bis 10.000 tdw Tragfähigkeit. Zwei Drittel  der GEFO-Flotte sind eigene Schiffe, ein Drittel ist gechartert. Bei den gecharterten Schiffen handelt es sich in der Regel um langjährige Verbindungen mit kleineren Reederei-Partnern, die keine eigenen Vertriebsabteilungen unterhalten.
Die Linien (Rümpfe) der neuen Seetanker sind von der GEFO in Zusammenarbeit mit dem Hamburger-Konstruktionsbüro SDC und den Werften aus Nachhaltigkeitsgründen optimiert worden, so dass die Schiffe 30 % weniger Treibstoff verbrauchen und in gleichem Maße weniger Schadstoffe ausstoßen.
Bei den Binnentanker-Neubauten für den Einsatz auf dem Rhein und im ARA-Gebiet (Antwerpen – Rotterdam – Amsterdam) handelt es sich ebenfalls ausschließlich um Chemietanker, davon 12 Einheiten mit Edelstahltanks und 5 Gastanker. In der Gastankerfahrt hält die GEFO einen Marktanteil von 35 %.
Die Flotte von 160 Spezialtankern der GEFO in einer Größe der einzelnen Schiffe bis 10.000 tdw Tragfähigkeit wird befrachtet und disponiert in 5 Vertriebsabteilungen, und zwar in Chemicals Deep-Sea mit 33 Tankern, Chemicals Coating Rhein/ARA UNITAS mit 40 Tankern, Chemicals Stainless-Steel Rhein/ARA mit 23 Tankern, Gastanker Rhein/ARA mit 25 Tankern und Oilshipping/Methanol Rhein/ARA mit 46 Tankern.
Die Vertriebsabteilungen stehen zwar mit insgesamt 40 Mitarbeitern bei der GEFO im Vordergrund. Das Fundament sind allerdings die technischen Abteilungen, die in Duisburg (Binnentanker) mit 20 Fachleuten und in Hamburg (Seefahrt) mit 15 Ingenieuren und Kapitänen besetzt sind.
Tochtergesellschaften und Niederlassungen der GEFO befinden sich in Antwerpen, Rotterdam, Luxemburg und Duisburg. Die GEFO befördert mit ihrer Tonnage von insgesamt 400.000. tdw jährlich rund 18–20 Mio. Tonnen flüssige Gefahrgüter. Neben den fünf Schifffahrtsflotten betreibt die GEFO ein weltweites Bunkertrading in Hamburg, Rotterdam, Antwerpen, Singapur, Südafrika und an der Ost- und Westküste der USA.

## Belege
1. ↑  GEFO2019: Firmengeschichte, Gründung GEFO. 28. Juni 2019, abgerufen am 24. Juni 2019.
2. ↑  Oil Telegram: GEFO Goes green. Abgerufen am 11. November 2019.
3. ↑  GEFO2019: GEFO ordert 6 Tanker in China. GEFO Gesellschaft für Oeltransporte mbH, 21. März 2018, abgerufen am 24. Juni 2019.
4. ↑  SDC Ship Design & Consult GmbH. Abgerufen am 4. Mai 2023.
5. ↑  GEFO invests €400 million | CHEManager. Abgerufen am 4. Mai 2023.
6. ↑  Zukunftsfähige Spezialtankerflotten | CHEManager. Abgerufen am 4. Mai 2023.
7. ↑  GEFO2019: Tankergeschäft Gefo verzeichnet Umsatzplus. Die Welt, 11. Februar 1997, abgerufen am 24. Juni 2019.